# Jonelle Filigno

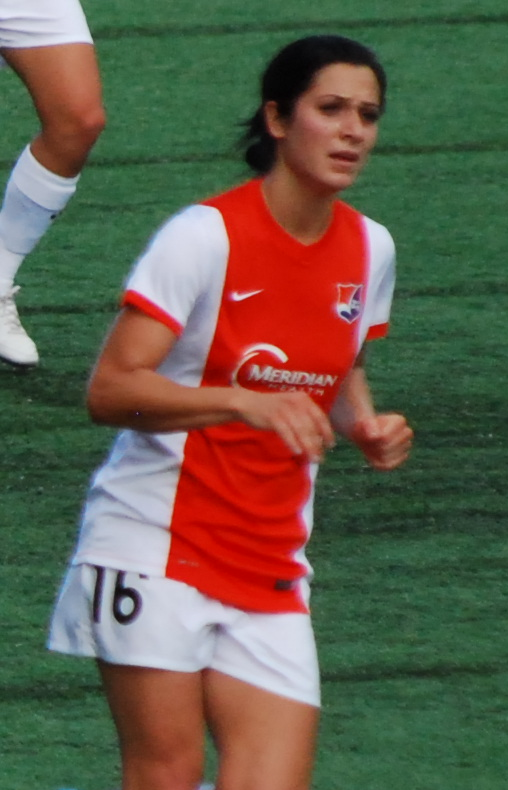
Jonelle Filigno

Jonelle Filigno (Mississauga, Ontario; 24 de septiembre de 1990) es una futbolista canadiense que representó a la selección nacional de su país, logrando una medalla de bronce en los Juegos Olímpicos de 2012.

## Carrera

### Clubes
Luego de finalizar su carrera en la Universidad de Rutgers, Filigno fue incorporada al club Sky Blue FC. Hizo su debut el 27 de abril de 2014 ante el equipo Boston Breakers en el estadio de Harvard. Anotó su primer gol como profesional en el empate 3 a 3 ante Washington Spirit el 21 de mayo de 2014.

### Internacional
Filigno debutó en la selección absoluta de su país el 16 de enero de 2008, a los 17 años. Jugó con la selección en los Juegos Olímpicos de 2008 y en la Copa Mundial de 2011. En los Juegos Olímpicos de 2012, Jonelle anotó el gol de la victoria contra la selección de Gran Bretaña con una volea luego de un servicio de tiro de  esquina de Sophie Schmidt. La selección de Canadá obtuvo la medalla de bronce en dicha competición luego de vencer a la selección francesa en el partido por el tercer lugar.